# Chebanse
Le village de Chebanse est situé dans les comtés d’Iroquois et Kankakee, dans l’État de l’Illinois, aux États-Unis. Sa population s’élevait à 1 062 habitants lors du recensement de 2010, estimée à 1 011 habitants en 2016.

## Source
- (en) Cet article est partiellement ou en totalité issu de l’article de Wikipédia en anglais intitulé « Chebanse, Illinois » (voir la liste des auteurs).